# جولي أدينوجا
جولي أدينوجا (بالإنجليزية: Julie Adenuga)‏ هي دي جيه بريطانية، ولدت في 16 يوليو 1988.

## وصلات خارجية
- الموقع الرسمي